# Кадыево (Судогодский район)
Кады́ево— деревня в Судогодском районе Владимирской области России, входит в состав Вяткинского сельского поселения.

## География
Деревня находится в 18 км на юго-запад от центра поселения деревни Вяткино, в 23 км к югу от Владимира и в 42 км к северо-западу от райцентра Судогды.

## История
Согласно одной из легенд, описанных Владимирским краеведом Г. Добротворским, село основано татарским князьком Кадыем.  Татарские князьки Кадый, Неврюй и Баглач якобы владели землями и деревнями этой местности. "Отсюда и деревни Кадыево, Неврюево и погост Баглачёво"  (Владимирские Губернские Ведомости. 1878 г. № 44 (часть неофициальная), от 3 ноября).
В конце XIX — начале XX века деревня входила в состав Подольской волости Владимирского уезда. В 1859 году в деревне числилось 26 двора, в 1905 году — 50 дворов, в 1926 году — 44 хозяйств.
С 1929 года деревня входила с состав Улыбышевского сельсовета Владимирского района, с 1965 года — Судогодского района.

## Население
| 1859 | 1905 | 1926 | 2002 | 2010 | 2021 |
| ---- | ---- | ---- | ---- | ---- | ---- |
| 192  | ↗207 | ↗234 | ↘20  | ↗21  | ↗36  |